# دانيال سفينسون (لاعب كرة قدم)
دانيال سفينسون (بالسويدية: Daniel Svensson)‏ هو لاعب كرة قدم سويدي، ولد في 12 فبراير 2002.